# Cordia
Cordia L., 1753 è un genere di arbusti e alberi della famiglia Boraginaceae, diffuso in tutto il mondo, specialmente nelle regioni temperate.
Molte di queste specie sono comunemente chiamate manjack, mentre bocote può riferirsi a diverse specie centroamericane in spagnolo.

## Etimologia
Il nome del genere è un omaggio al botanico e farmacista tedesco Valerio Cordo (1515-1544).

## Descrizione
Come avviene per la maggior parte delle Boraginacee, la maggior parte delle specie ha tricomi sulle foglie.

## Tassonomia
Il genere comprende oltre 200 specie.